# Selección femenina de baloncesto de Macedonia del Norte
La Selección femenina de baloncesto de Macedonia del Norte es un equipo formado por jugadoras de nacionalidad macedonia que representa a Macedonia del Norte en las competiciones internacionales organizadas por la Federación Internacional de Baloncesto (FIBA) o el Comité Olímpico Internacional (COI): los Juegos Olímpicos y Campeonato mundial de baloncesto especialmente.

## Resultados
Una vez independizado Macedonia del Norte de Yugoslavia, el equipo macedonio empezó a competir en 1993, sin haberse clasificado para ninguna competición oficial.